# Nam Cường, Hưng Yên
Nam Cường là một xã ven biển thuộc tỉnh Hưng Yên, Việt Nam.

## Địa lý
Xã Nam Cường nằm ở phía đông tỉnh Hưng Yên, có vị trí địa lý:
- Phía đông giáp biển Đông.
- Phía tây giáp xã Nam Tiền Hải.
- Phía nam giáp xã Hưng Phú.
- Phía bắc giáp xã Đồng Châu và xã Ái Quốc.

## Lịch sử
Ngày 16 tháng 6 năm 2025, Ủy ban Thường vụ Quốc hội ban hành Nghị quyết số 1666/NQ-UBTVQH15 về việc sắp xếp các đơn vị hành chính cấp xã của tỉnh Hưng Yên năm 2025. Theo đó, sắp xếp toàn bộ diện tích tự nhiên, quy mô dân số của các xã Nam Thịnh, Nam Tiến, Nam Chính và Nam Cường thành xã mới có tên gọi là xã Nam Cường.

## Kinh tế
Xã Nam Cường chỉ còn chưa đến 8% số hộ nghèo, phần lớn các hộ dân đều đã ở mức khá và giàu (năm 2005). Trước đây, thu nhập từ lúa chỉ đạt xấp xỉ 11 triệu đồng/ha. Từ năm 2002, xã chuyển đổi thành công hơn 100 ha đất sản xuất lúa năng suất thấp sang nuôi tôm. Hiện cả xã có hơn 540 hộ dân nuôi tôm, thu nhập đạt 114 triệu đồng/ha, tức là gấp hơn mười lần trồng lúa. Thu nhập bình quân đầu người từ 2,9 triệu đồng đã tăng lên 5 triệu đồng/năm.